# Долинский (Чечня)
До́линский (чечен. Долинск) — посёлок в Грозненском районе Чеченской Республики. Входит в состав Побединского сельского поселения.

## География
Посёлок расположен у северных отрогов Сунженского хребта, в Алханчуртской долине, в 2,5 км к юго-западу от центра сельского поселения — Побединское и в 9 км к северо-западу от города Грозный.
Ближайшие населённые пункты: на северо-западе — сёла Бартхой и Зебир-Юрт, на востоке — сёла Радужное и Побединское, на юге — посёлок Гунюшки и на юго-западе — село Керла-Юрт.

## История
В 2005 году в посёлке Долинский в ходе спецоперации был убит эмир села Долинский, известный как Дауд-Хромой.

## Население
| 1990 | 2002  | 2010  |
| ---- | ----- | ----- |
| 2369 | ↘1530 | ↘1459 |

## Образование
- Долинская муниципальная средняя общеобразовательная школа[8].